# Gambijská hymna
Hymna Gambie je píseň For The Gambia Our Homeland (česky Pro Gambii, naši vlast), kterou na motivy lidové gambijské písně složil Jeremy Howe. Byla přijata roku 1965, společně s vlajkou.

## Text

### Anglicky
For The Gambia, our homeland We strive and work and pray, That all may live in unity, Freedom and peace each day. Let justice guide our actions Towards the common good, And join our diverse peoples To prove man's brotherhood. We pledge our firm allegiance, Our promise we renew; Keep us, great God of nations, To The Gambia ever true.

### Francouzsky
Pour la Gambie, notre patrie
Nous nous efforçons et de travailler et de prier,
Afin que tous puissent vivre dans l'unité,
La liberté et la paix chaque jour.
Laissez la justice guider nos actions
Vers le bien commun,
Et s'affilier à nos divers peuples
Pour prouver la fraternité de l'homme.
Nous vous assurons de notre ferme allégeance,
Notre promesse de nous renouveler;
Gardez-nous, grand Dieu des nations,
Pour la Gambie toujours vraie.

### Česky
Pro Gambii, naši vlast Usilujme, pracujme a modleme se o to, Aby všichni žili v jednotě, Svoboda a mír Nechť ospravedlňuje naše jednání Směrem ke společnému dobru, Připojte se k našemu národu Dokažme bratrství všech ras. Slibujme pevné odhodlání, Náš slib obnovujme; Zachovej nás, velký Bože, Pro Gambii jen pravdu.[zdroj⁠?!]